# Bryan Batt
Pour les articles homonymes, voir Batt.
Bryan Batt est un acteur américain né le 1er mars 1963 à La Nouvelle-Orléans, en Louisiane (États-Unis), connu notamment pour avoir interprété le rôle de Salvatore Romano dans la série Mad Men entre 2007 et 2009.

## Biographie

### Vie privée
En 2005, il annonce dans le magazine Playbill avoir longtemps craint de faire son coming out. « C'était bien avant qu'Ellen DeGeneres fasse son coming out. Maintenant, je n'en ai plus rien à faire. C'est normal d'être gay ». En octobre 2014, après 25 ans de relation, le comédien a épousé son compagnon de longue date, Tom Cianfichi. Il l'a annoncé lui-même sur Twitter. « Tom et moi nous sommes mariés », écrit-il. « C'est magnifique, profond et encore plus magique que dans mes rêves ».

## Filmographie
- 1995 : Jeffrey de Christopher Ashley (en) : Darius
- 1997 : Kiss Me, Guido (en) de Tony Vitale (en) : Tino
- 1999 : Hit and Runway (en) de Christopher Livingston : Carlos
- 1999 : Pulp Comics: Caroline Rhea (TV) : Bachelor #2
- 2003 : New York, section criminelle (Law & Order: Criminal Intent) (série télévisée) : Hugo
- 2004 : Rescue Me : Les Héros du 11 septembre (Rescue Me) (série télévisée) : Photographer #1
- 2007-2009 : Mad Men (série télévisée) : Salvatore Romano
- 2009 : Funny People : George's Agent
- 2009 : Ghost Whisperer (série télévisée) : Maître d'hôtel
- 2010 : Ugly Betty (série télévisée)
- 2013 : Parkland de Peter Landesman : Kilduff
- 2013 : The Last of Robin Hood de Richard Glatzer et Wash Westmoreland : Orry Kelly
- 2013 : 12 Years a Slave (Esclave pendant douze ans) de Steve McQueen : Le juge Turner
- 2015-présent : Scream (série télévisée) : Maire Quinn Maddox